# Episodi di Homecoming (prima stagione)
La prima stagione della serie televisiva Homecoming, composta da 10 episodi, è stata interamente pubblicata su Amazon Video il 2 novembre 2018.
In Italia, la stagione è stata distribuita il 2 novembre 2018 in lingua originale con i sottotitoli e il 22 febbraio 2019 è stato aggiunto il doppiaggio italiano.
| n° | Titolo originale | Titolo italiano | Pubblicazione USA | Pubblicazione Italia |
| -- | ---------------- | --------------- | ----------------- | -------------------- |
| 1  | Mandatory        | Obbligatorio    | 2 novembre 2018   | 22 febbraio 2019     |
| 2  | Pineapple        | Ananas          | 2 novembre 2018   | 22 febbraio 2019     |
| 3  | Optics           | Ottica          | 2 novembre 2018   | 22 febbraio 2019     |
| 4  | Redwood          | Redwood         | 2 novembre 2018   | 22 febbraio 2019     |
| 5  | Helping          | Supporto        | 2 novembre 2018   | 22 febbraio 2019     |
| 6  | Toys             | Giocattoli      | 2 novembre 2018   | 22 febbraio 2019     |
| 7  | Test             | Prove           | 2 novembre 2018   | 22 febbraio 2019     |
| 8  | Protocol         | Protocollo      | 2 novembre 2018   | 22 febbraio 2019     |
| 9  | Work             | Lavoro          | 2 novembre 2018   | 22 febbraio 2019     |
| 10 | Stop             | Fine            | 2 novembre 2018   | 22 febbraio 2019     |

## Obbligatorio
- Titolo originale: Mandatatory
- Diretto da: Sam Esmail
- Scritto da: Eli Horowitz & Micah Bloomberg

### Trama
2018. Heidi Bergman è una counselor ad Homecoming, struttura residenziale creata dal governo americano per agevolare il reinserimento sociale dei militari in congedo. Il nuovo paziente di Heidi si chiama Walter Cruz, un giovane soldato che ha aderito convintamente al programma. Heidi riceve la telefonata di Colin, il superiore che l'ha fatta assumere a Homecoming, il quale le chiede se ha raccolto dei misteriosi dati dai camerieri della struttura. Durante un'esercitazione in cui era simulato un colloquio di lavoro, Walter interviene per sedare l'aggressivo Shrier che stava per aggredire il docente, tirandogli un pugno. Parlando con Heidi, Walter le confida che il suo unico problema è riuscire a controllare questi improvvisi scatti d'ira.
Quattro anni dopo. Heidi è tornata a vivere dalla madre, lavorando come cameriera in un ristorante sul porto. Un giorno è avvicinata da Thomas Carrasco, funzionario del Dipartimento della difesa che, a seguito del reclamo presentato da un impiegato di Homecoming, sta conducendo un'indagine sul programma di cui lei era uno degli amministratori. Heidi risponde evasivamente alle domande di Carrasco, affermando di non ricordarsi nulla di quell'impiego che ha lasciato non troppo volentieri. Quando Carrasco le fa il nome di Cruz, Heidi dice di non conoscere nessun Cruz e rientra frettolosamente nel ristorante.

## Ananas
- Titolo originale: Pineapple
- Diretto da: Sam Esmail
- Scritto da: Eli Horowitz

### Trama
2018. Nella speranza che l'agitato Shrier possa tranquillizzarsi, Walter diventa il suo compagno di stanza. Shrier continua però a manifestare un profondo turbamento, affermando di non capire come Walter possa sottoporsi ai vari trattamenti previsti da Homecoming con così tanta tranquillità. Shrier, che è stato commilitone di Walter nell'esercito, sostiene che l'ananas servito loro come dessert sarebbe in realtà una droga per mantenerli a Homecoming. Helen chiede un consulto a Colin sulla situazione di Shrier, ricevendo come risposta di rimetterlo in stanza da solo e tenervelo rinchiuso.
Quattro anni dopo. Carrasco esamina il referto di Walter Cruz a Homecoming, dove risulta che è stato espulso il 15 maggio 2018 per comportamento violento. Il funzionario telefona a Gloria Morisseau, la madre del soldato, che si rifiuta di rilasciare informazioni a proposito del soggiorno del figlio a Homecoming. La palese evasività della donna alimenta i sospetti di Carrasco, soprattutto quando dichiara che Heidi Bergman ha mentito a proposito del suo non conoscere Walter. A questo punto Carrasco deve decidere se lasciar perdere il caso oppure inviare la segnalazione ai superiori per aprire ufficialmente un'inchiesta.

## Ottica
- Titolo originale: Optics
- Diretto da: Sam Esmail
- Scritto da: David Wiener

### Trama
2018. Shrier convince Walter a fuggire da Homecoming. Dopo aver guidato per ore a bordo di un van rubato, i due giungono in un luogo deserto che scoprono essere una comunità di pensionati. Tornati a Homecoming, Walter riferisce a Heidi che questa fuga, benché sbagliata e biasimevole, ha sortito effetti positivi su Shrier che ora appare rasserenato. Tuttavia, Colin ha deciso che Shrier va espulso da Homecoming e vorrebbe che lo stesso provvedimento fosse adottato anche nei confronti di Walter. Heidi però prende le sue difese, definendolo un caso di studio piuttosto interessante per il programma. Heidi è talmente coinvolta nel lavoro da trascurare completamente il fidanzato Anthony, ponendo fine alla loro relazione che durava da un anno.
Quattro anni dopo. Carrasco si appresta a chiudere le sue indagini senza successo, quando decide di effettuare un controllo più approfondito su Heidi. Quest'ultima intanto incontra Anthony in un bar, riflettendo sui motivi per cui la loro storia era naufragata. Anthony ribadisce quanto fosse assorbita dal lavoro a Homecoming e l'assillante presenza di Colin, il quale le telefonava a ogni ora del giorno. Heidi afferma di non ricordare l'esistenza di Colon. Nel frattempo, dopo aver spulciato ogni faldone dell'archivio dedicato a Homecoming, Carrasco trova la cartella di Heidi in cui risulta che ha lasciato il programma lo stesso giorno (il 15 maggio 2018) in cui è stato espulso Walter. Inoltre, elemento ancora più inquietante, Heidi è stata ricoverata in ospedale.

## Redwood
- Titolo originale: Redwood
- Diretto da: Sam Esmail
- Scritto da: Micah Bloomberg

### Trama
2018. Walter pretende di sapere le ragioni per cui Shrier è stato espulso, ritenendo che fosse lui ad avere le maggiori responsabilità in merito alla loro fuga da Homecoming. Tra gli oggetti personali di Shrier, Heidi recupera un'armonica che consegna a Walter. Il ragazzo le racconta che quell'armonica apparteneva a Lesky, un soldato della loro unità, rimasto vittima di un'esplosione dopo che Walter gli aveva suggerito di prendere il veicolo sbagliato. Preda dei rimorsi per aver indirettamente causato la morte del compagno. Walter spiega così la forte amicizia che ha instaurato con Shrier.
Quattro anni dopo. Carrasco si presenta alla sede del Geist Group, il contractor del Dipartimento della difesa che gestiva Homecoming. Il funzionario riesce a incontrare Colin, il quale sostiene di non conoscere affatto Homecoming, tanto da non essere mai stato fisicamente a Tampa, dove il programma aveva la sua sede. Inoltre, Colin dichiara di non conoscere nessuna Heidi Bergman. Rincasata dall'appuntamento con Anthony, Heidi si precipita in camera e trova nell'armadio le prove che è stata ricoverata in ospedale, fatto di cui non ricorda assolutamente nulla. Nell'incartamento è presente un cellulare in cui sono presenti diverse chiamate a Colin nei giorni precedenti il famigerato 18 maggio. Heidi prova a telefonargli, ma l'uomo le riattacca.

## Supporto
- Titolo originale: Helping
- Diretto da: Sam Esmail
- Scritto da: Cami Delavigne

### Trama
2018. Heidi e Walter sono talmente in confidenza da farsi reciprocamente degli scherzi, coinvolgendo anche gli altri soldati. Walter lega con Engel, un nuovo arrivato del centro. A Colin è giunta voce che Heidi ha restituito l'armonica a Walter, ricordandole che l'obiettivo di Homecoming è rimuovere il PTSD per via medica come se fosse un cancro, quindi non doveva restituire al soldato un oggetto che può contribuire ad attizzare il disturbo. Heidi entra nello studio, trovandoci il fastidioso pellicano che dall'esterno della struttura disturbava le sue sedute.
Quattro anni dopo. Carrasco è riuscito a rintracciare Shrier, ma l'ex soldato non riesce a formulare frasi di senso compiuto e gli lascia come unico indizio una foglia. Colin giunge al bar dove lavora Heidi, la quale non dà segno di riconoscerlo. Andato al bancone a pagare, Colin si accorge che Carrasco ha lasciato il suo biglietto da visita e provvede a farlo sparire.

## Giocattoli
- Titolo originale: Toys
- Diretto da: Sam Esmail
- Scritto da: Shannon Houston

### Trama
2018. Gloria, la madre di Walter, non avendo più sue notizie decide di recarsi a Homecoming per portarlo via. Walter capisce che la madre potrebbe avere ragione e pare propenso, per tranquillizzarla, di tornare a casa con lei. Heidi riesce a convincerlo a rimanere e a fargli rivelare di provare un'attrazione nei suoi confronti. Convinta che il Geist Group abbia fatto il lavaggio del cervello al figlio, è Gloria a presentare la denuncia anonima al Dipartimento della difesa, datata 28 aprile.
Quattro anni dopo. Colin incontra Heidi in lavanderia e si presenta come Hunter, un contractor militare appena tornato dall'Afghanistan e lasciato dalla moglie che non sopportava il peso di condividere la propria vita con un soldato. Trascorso l'intero pomeriggio in un ristorante cinese, Colin riesce a guadagnare la fiducia di Heidi e farsi accompagnare a casa sua. Al risveglio, Heidi gli confida di avere la sensazione che in passato ha fatto qualcosa di sbagliato, senza sapere di che si tratta.

## Prove
- Titolo originale: Test
- Diretto da: Sam Esmail
- Scritto da: Eric Simonson

### Trama
2018. Alla quinta settimana di trattamento, Heidi resta scioccata nel sentire da Walter che non ricorda episodi da lui stesso riferiti nei loro precedenti colloqui. Heidi riferisce le proprie preoccupazioni a Colin, la cui risposta è al contrario molto soddisfatta perché questo vuol dire che la terapia sta funzionando. Colin si tradisce, rivelando a Heidi che lo scopo di Homecoming non è affatto quello di reinserire i soldati nella vita civile, bensì cancellare i ricordi traumatici per poterli rispedire al fronte.
Quattro anni dopo. Carrasco sprona Gloria ad aiutarlo a fare luce sulla vicenda Homecoming, ricevendo le registrazioni delle sedute di Walter con Heidi. Presentatosi a casa dell'ex terapista, Carrasco le fa ascoltare alcuni frammenti delle registrazioni, inducendole un evidente disagio. Liquidato Carrasco con la scusa di un impegno della madre, Heidi telefona a Hunter per chiedergli un grosso favore. La donna ha infatti deciso di andare a Tampa, dove aveva sede Homecoming, per vedere se Colin lavora ancora lì.

## Protocollo
- Titolo originale: Protocol
- Diretto da: Sam Esmail
- Scritto da: Eli Horowitz

### Trama
2018. Heidi rientra affranta dalla telefonata con Colin, quando una collega le chiede di presentare il centro a un gruppetto di nuovi arrivati. Inizialmente titubante, Heidi torna in sé e ripete la solita manfrina di Homecoming come il posto dove i soldati potranno ritrovare sé stessi e tornare alla vita normale.
Quattro anni dopo. Heidi e Colin arrivano a Homecoming, oggi diventato un grande centro benessere. Nello stesso momento, Carrasco comunica al superiore Pam che sta inseguendo Heidi e Colin per la propria indagine. Alterato perché Pam gli ha detto che sta perdendo il suo tempo, Carrasco entra nell'ala che un tempo era la sede degli uffici di Homecoming. Heidi chiede a Colin di salire al terzo piano, ritrovandosi in quello che un tempo era il suo ufficio e oggi è occupato da un massaggiatore. Dopo aver sentito il verso del pellicano, Heidi ha un improvviso risveglio e riconosce Colin in quello che si spacciava come Hunter. Carrasco esce dal centro, appena in tempo per assistere a una discussione tra Heidi e Colin, con quest'ultimo che intima al funzionario di lasciarli in pace. Heidi reagisce con rabbia, spingendo Colin dentro la fontana e tornando a casa con Carrasco.

## Lavoro
- Titolo originale: Work
- Diretto da: Sam Esmail
- Scritto da: Micah Bloomberg

### Trama
2018. Nella sesta e ultima settimana di trattamento Walter dice a Heidi di essere entusiasta alla prospettiva di tornare a combattere, pronto per una nuova missione di nove mesi. Heidi ha la prova definitiva che la memoria del ragazzo è stata resettata, poiché dice che non vede l'ora di rivedere Shrier e Lesky, quando invece il primo è ricoverato in una clinica psichiatrica e il secondo è morto. Heidi propone a Walter di andare a mangiare insieme in mensa, assumendo anche lei il cibo della sesta settimana che le farà perdere la memoria.
Quattro anni dopo. Carrasco invia la richiesta di aprire un'indagine su Homecoming, scrivendo nel verbale di aver riscontrato lui stesso la veridicità delle dichiarazioni in atti. Informata di ciò che avrebbe fatto Carrasco, Pam solleva la cornetta per contattare qualcuno del Geist Group. Intanto, Heidi ripensa al giorno in cui sostenne il colloquio per essere assunta a Homecoming, l'unica circostanza in cui incontrò Colin di persona. Il colloquio di Heidi non era stato particolarmente brillante, tuttavia a colpire Colin era stata la sua disponibilità a dedicarsi completamente alla causa per cui sarebbe stata assunta.

## Fine
- Titolo originale: Stop
- Diretto da: Sam Esmail
- Scritto da: Eli Horowitz & Micah Bloomberg

### Trama
2018. Colin sta presentando i risultati del programma Homecoming, quando lo informano che Heidi ha mangiato una porzione di cibo della mensa e ne ha data una seconda a Walter. In questo modo Heidi dimenticherà la sua esperienza a Homecoming, mentre Walter non sarà più in grado di tornare nell'esercito. Prima di lasciare il centro, Heidi spedisce i nastri delle sue sedute con Walter a sua madre, affinché resti una traccia su cui qualcuno potrà indagare in futuro e scoprire la verità. Un impiegato di Homecoming falsifica i dossier, scrivendo che Heidi è stata ricoverata in ospedale e Walter allontanato per condotta violenta.
Quattro anni dopo. Colin torna in ufficio, scoprendo che ci sono stati cambiamenti significativi. Audrey, che fino al giorno prima era la segretaria, adesso è diventata il suo capo e gli comunica che il signor Geist ha deciso di licenziarlo. Heidi si reca a casa di Gloria, spiegandole nei dettagli cosa succedeva veramente a Homecoming e il lavoro di rimozione dei cattivi ricordi dalla mente dei soldati. Nonostante la madre di Walter provi a dissuaderla dal cercare suo figlio, Heidi intraprende un viaggio verso la California perché, durante le loro sedute, Walter le aveva raccontato che il suo sogno era trasferirsi a vivere a Big Fish, una terra di frontiera in cui iniziare una nuova vita. Arrivata a Big Fish, Heidi incontra Walter in una tavola calda. Notando che il ragazzo ha ritrovato la serenità, Heidi decide di non rivelargli la propria identità e lasciarlo andare, anche perché si è accorta dal modo in cui ha disposto le posate (lo stesso che usava a Homecoming) che il suo incoscio non l'ha dimenticata.